# Ismely Arias
Ismely Arias, född 4 augusti 1977, är en kubansk bågskytt. Han deltog vid olympiska sommarspelen 2000.